# Stanislav Namașco
Stanislav Namașco (ur. 10 listopada 1986 w Tyraspolu) – mołdawski piłkarz grający na pozycji bramkarza. Od 2019 roku jest piłkarzem klubu Keşlə Baku.

## Kariera klubowa
Namașco urodził się w Tyraspolu. Karierę piłkarską rozpoczął w tamtejszym klubie FC Tiraspol. W 2004 roku awansował do dorosłej drużyny Tiraspolu i wtedy też zadebiutował w jej barwach w pierwszej lidze mołdawskiej. Od 2005 roku był podstawowym zawodnikiem Tiraspola, z którym w 2006 roku zajął 3. miejsce w lidze.
W zimowym oknie transferowym sezonu 2007/2008 Namaşco odszedł z FC Tiraspolu do lokalnego rywala, Sheriffu Tyraspol. W Sheriffie, podobnie jak w swoim poprzednim klubie, był pierwszym bramkarzem. W 2008 i 2009 roku wywalczył z Sheriffem mistrzostwo Mołdawii. W tamtych latach zdobył też Puchar Mołdawii oraz został uznany Bramkarzem Roku w kraju.
Na początku 2010 roku Namaşco odszedł z Sheriffu do rosyjskiego Kubania Krasnodar, w którym stał się dublerem dla Aleksandra Budakowa. Na koniec 2010 roku awansował z Kubaniem z Pierwszej Dywizji do rosyjskiej Priemjer Ligi. W 2011 roku został wypożyczony do Spartaka Nalczyk. W 2013 roku przez pół sezonu grał w klubie Wołgar-Gazprom Astrachań.
W 2014 roku Namaşco został piłkarzem klubu Dinamo-Auto Tyraspol. Następnie grał w takich klubach jak: AZAL, APO Lewadiakos, FK Dečić Tuzi i FK Zeta. W 2019 przeszedł do Keşlə Baku.
| Sezon   | Klub                     | Kraj        | Rozgrywki          | Mecze | Bramki |
| ------- | ------------------------ | ----------- | ------------------ | ----- | ------ |
| 2004/05 | FC Tiraspol              | Mołdawia    | Divizia Națională  | 2     | 0      |
| 2005/06 | FC Tiraspol              | Mołdawia    | Divizia Națională  | 19    | 0      |
| 2006/07 | FC Tiraspol              | Mołdawia    | Divizia Națională  | 35    | 0      |
| 2007/08 | FC Tiraspol              | Mołdawia    | Divizia Națională  | 20    | 0      |
| 2007/08 | Sheriff Tyraspol         | Mołdawia    | Divizia Națională  | 9     | 0      |
| 2008/09 | Sheriff Tyraspol         | Mołdawia    | Divizia Națională  | 18    | 0      |
| 2009/10 | Sheriff Tyraspol         | Mołdawia    | Divizia Națională  | 7     | 0      |
| 2010    | Kubań Krasnodar          | Rosja       | Pierwyj Diwizion   | 2     | 0      |
| 2011/12 | Kubań Krasnodar          | Rosja       | Priemjer-Liga      | 0     | 0      |
| 2011/12 | Spartak Nalczyk          | Rosja       | Priemjer-Liga      | 2     | 0      |
| 2012/13 | Wołgar-Gazprom Astrachań | Rosja       | Pierwyj diwizion   | 8     | 0      |
| 2013/14 | Dinamo-Auto Tyraspol     | Mołdawia    | Divizia Națională  | 6     | 0      |
| 2014/15 | AZAL                     | Azerbejdżan | Premyer Liqası     | 18    | 0      |
| 2015/16 | AZAL                     | Azerbejdżan | Premyer Liqası     | 36    | 0      |
| 2016/17 | APO Lewadiakos           | Grecja      | Superleague Ellada | 28    | 0      |
| 2017/18 | APO Lewadiakos           | Grecja      | Superleague Ellada | 0     | 0      |
| 2017/18 | FK Dečić Tuzi            | Czarnogóra  | Prva liga          | 17    | 0      |
| 2018/19 | FK Zeta                  | Czarnogóra  | Prva liga          | 36    | 0      |
| 2019/20 | Keşlə Baku               | Azerbejdżan | Premyer Liqası     | 20    | 0      |
| 2020/21 | Keşlə Baku               | Azerbejdżan | Premyer Liqası     | 23    | 0      |

## Kariera reprezentacyjna
W reprezentacji Mołdawii Namaşco zadebiutował 17 listopada 2007 w wygranym 3:0 meczu eliminacji do Euro 2008 z Węgrami. Od czasu debiutu rywalizował o miejsce w kadrze narodowej z: Nicolae Calanceą i Artiomem Gaiduchevicim.